# وویوتسی
وویوتسی (به صربی: Voljevci) یک منطقهٔ مسکونی در صربستان است که در مالی زوورنیک واقع شده‌است.